# کارول چنگ
کارول چنگ (انگلیسی: Carol Cheng؛ زادهٔ ۹ سپتامبر ۱۹۵۷) ملقب به «دو دو» (Do Do)، یک هنرپیشه، صداپیشه، مجری رادیو و مجری تلویزیونی مشهور اهل هنگ کنگ است.
او از سال ۲۰۰۶ میلادی، مجری ثابت مراسم «جایزه سالیانه تی‌وی‌بی» بوده است.
گفته می‌شود دارایی او، در حدود ۲۲۰ میلیون دلار هنک کنگ است.